# フンボルトの教育理念

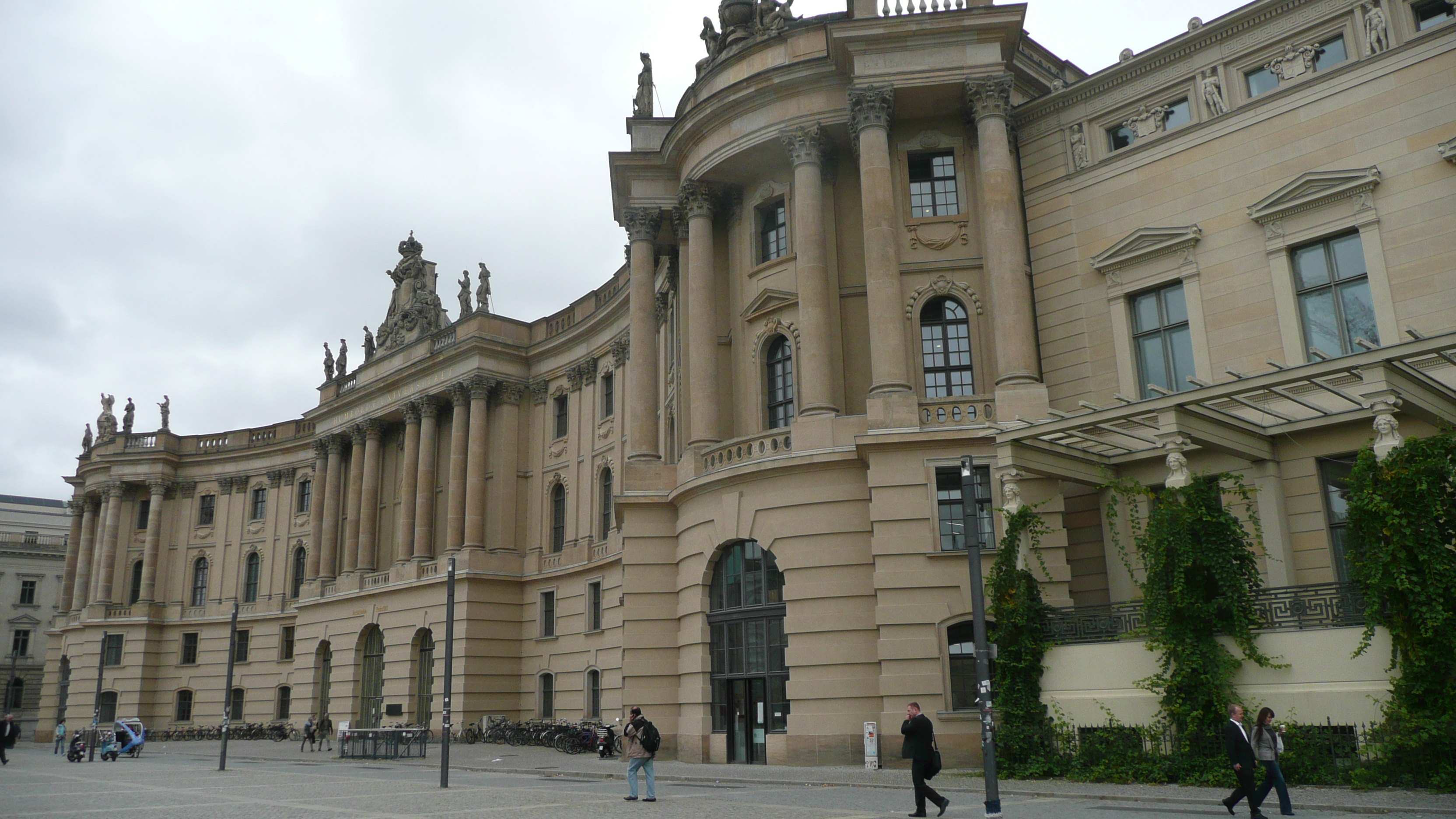
フンボルト大学ベルリン

フンボルトの教育理念（フンボルトのきょういくりねん、ドイツ語: Humboldtsches Bildungsideal）または単にフンボルト理念は、19世紀初頭に登場した大学教育の概念であり、その中核となる考え方は、研究と教育のホリスティックな組み合わせである。単に「フンボルトモデル」と呼ばれることもあるが、総合的な一般教養と文化的知識の両方を達成するために、芸術や科学と研究を統合するものであり、現在でも踏襲されているものである。この理念はヴィルヘルム・フォン・フンボルトに遡る。フンボルトはプロイセン改革の時代に、教育を受けた中流階級の増加を頼りにして、それによって一般教育の主張を推進した。
フンボルトの教育モデルは、ドイツの職業訓練を超えたものであった。プロイセンの国王に宛てた手紙の中でフンボルトはこう書いている。
紛れもなく、一般的な性質を持たなければならないある種の知識があり、さらに重要なのは、誰もが無くしてはならないある種の心と性格の育成です。工芸家、商人、軍人、実業家などは、その職業にかかわらず、善良で立派な、そして状況に応じて十分な知識を持った人間や市民でなければ、当然のことながらなれません。学校教育でこのような基礎が築かれていれば、後になって職業技術を容易に身につけることができ、人は常に自由に職業を転々とすることができるのです。
哲学者で元ドイツ連邦共和国文化大臣のユリアン・ニーダ・リューメリンは、フンボルトの理念と、教育を労働市場への準備として狭く理解している現代のヨーロッパの教育政策との間にある矛盾を批判し、代わりにマッキンゼーとフンボルトの理念の間で決断する必要があると主張している。
ホリスティックな大学教育という概念は、プロイセンの哲学者であり、政府職員であり、外交官であったヴィルヘルム・フォン・フンボルトの着想である。フンボルトは、内務省の枢密院顧問官として、プロイセンの教育制度をヒューマニズム原理にしたがって改革した。また、ベルリン大学（現ベルリン・フンボルト大学）を設立し、著名な学者を教授・研究者として登用した。フンボルトは、公平な知識と分析に基づいた教育制度を構築することを目指し、研究と教育を組み合わせ、学生が自分でコースを選択できるようにした。後にベルリン大学は、フンボルトと彼の弟で博物学者のアレクサンダー・フォン・フンボルトにちなんで命名された。

## 背景
フンボルトのモデルは、啓蒙主義の2つの思想、すなわち「個人」と「世界市民」に基づいていた。フンボルトは、大学（およびプロイセンの教育制度に見られるように、一般の教育）は、学生が学問の自由の環境の中で自らの推論力を高め、自律した個人と世界市民になることを可能にするべきだと考えていた。フンボルトは「ビルドゥング」の理念（広い意味での教育）を構想した。これは単に学校教育で決まった道を歩んで職業的な技術を身につけることではなく、学生が自分で道を選んで個人的な人格を形成することを目的としたものである。
フンボルトは若い頃からギリシアの古典を研究しており、19世紀のドイツの思想において古代ギリシアの文学や芸術が重要な役割を果たしているというイライザ・マリアン・バトラーの論文を自らが体現していた。フンボルトは、ギリシアの過去を研究することで、ドイツの国民意識を近代と調和させつつ、ローマの伝統に根ざしたフランス文化と区別することができると考えていた。この課題のための手段が、大学であった。
フンボルトのモデルの文化的・歴史的背景は、一般的な知識（Allgemeinbildung）を強化するという教養市民層（Bildungsbürgertum）の要求に応えたものである。19世紀初頭のプロイセン改革を主導した教養市民層は、知識社会を事前に生み出すことに成功した。
フンボルトは、教育は進行中の研究によって導かれるべきであり、その研究はイデオロギー的、経済的、政治的、宗教的影響を受けず、偏りのないものでなければならないと考えた。フンボルトのモデルは、世界の知的調査において、教師にも学生にも無条件の学問的自由を求めるものである。学問は、人間的な理想と自由な思考によって導かれるべきであり、知識は、権威、伝統、教義ではなく、論理、理性、経験主義に基づいて形成されるべきである。フンボルトは、科学（Wissenschaft）の基本概念に沿って、哲学を人文科学と自然科学の両方を含む異なる学問分野の間をつなぐものと考えた。
フンボルトはベルリン大学に対し、好奇心、研究の自由、内部目標など、市場原理ではなく、科学的な原理に基づいて運営することを奨励した。にもかかわらず、フンボルトは（プロイセン的には）政治的には保守的で、教育に関する事柄の主役は国家であると考えていた。1920年、ジョージ・ピーボディ・グーチは、フンボルトの考えた国家は「フンボルトの共同体」でしか実現できないと主張した。

## 原理
「フンボルトの教育理念」は公教育の中心となる2つの概念を中心に展開された。自律した個人という概念と、世界市民権という概念である。大学は、自律した個人と世界市民を生み出す場所、もっと具体的に言えば、自分自身を生み出す場所でなければならない。
- 自律した個人とは、理性を働かせて自己決定と責任を獲得する個人のことである。
- 『「世界市民主義」（Weltbürgertum）とは、社会的・文化的な社会化に関わりなく、自律した個人をつなぐ集合的な絆のことである。フンボルトは「世界を可能な限り自分自身のものに変えることは、高次の意味で生きることである」と述べる。その努力は、世界を包括的に扱うことを目的とし、それによって主題として展開していく。世界の市民になるということは、人類の大きな問題に対処するということである。平和と正義を求め、文化の交流や他の男女関係、自然との関係に関心を持つことである。[16]』。大学教育は仕事に焦点を当てるべきではなく、経済的利益から独立した教育訓練であるべきである。

学問の自由とは、大学が外部の政府や経済的制約から独立していることを表す。大学は政府の影響を回避するべきだ。フンボルトは、高等教育の科学的機関が「国家内のあらゆる形態から」自らを失うことを要求している。したがって、フンボルトの大学の概念では、例えば、ベルリン大学が自らの財源を確保するために独自の商品を持ち、それによって経済的独立性を確保することが計画されていた。学問の自由は、外部の政府や経済的制約からの大学の独立に加えて、内部からの独立、すなわち学問の自由な選択と学問の自由な組織を要求している。したがって、大学は、科学的過程に関与するすべての人々の間の永続的な公的交流の場でなければならない。それらの知識の統合は、哲学の助けを借りて追求されなければならない。哲学は一種の基礎科学であり、異なる科学分野の成員がそれぞれの発見を交換し、それらを結びつけることを可能にするものであると考えられる。「フンボルトの教育理念」は、長い間、ドイツの大学史を決定的に形成してきたが、実際には完全には実現せず、実現することもできない。ドイツ科学の偉大な知的業績は、これと結びついている。
ゲオルク・ヴィルヘルム・フリードリヒ・ヘーゲル、カール・マルクス、フリードリヒ・ニーチェ、ジークムント・フロイト、テオドール・W・アドルノ、アルベルト・アインシュタインなどが、自らをこの思想の持ち主であると告白している。

## 大学構想

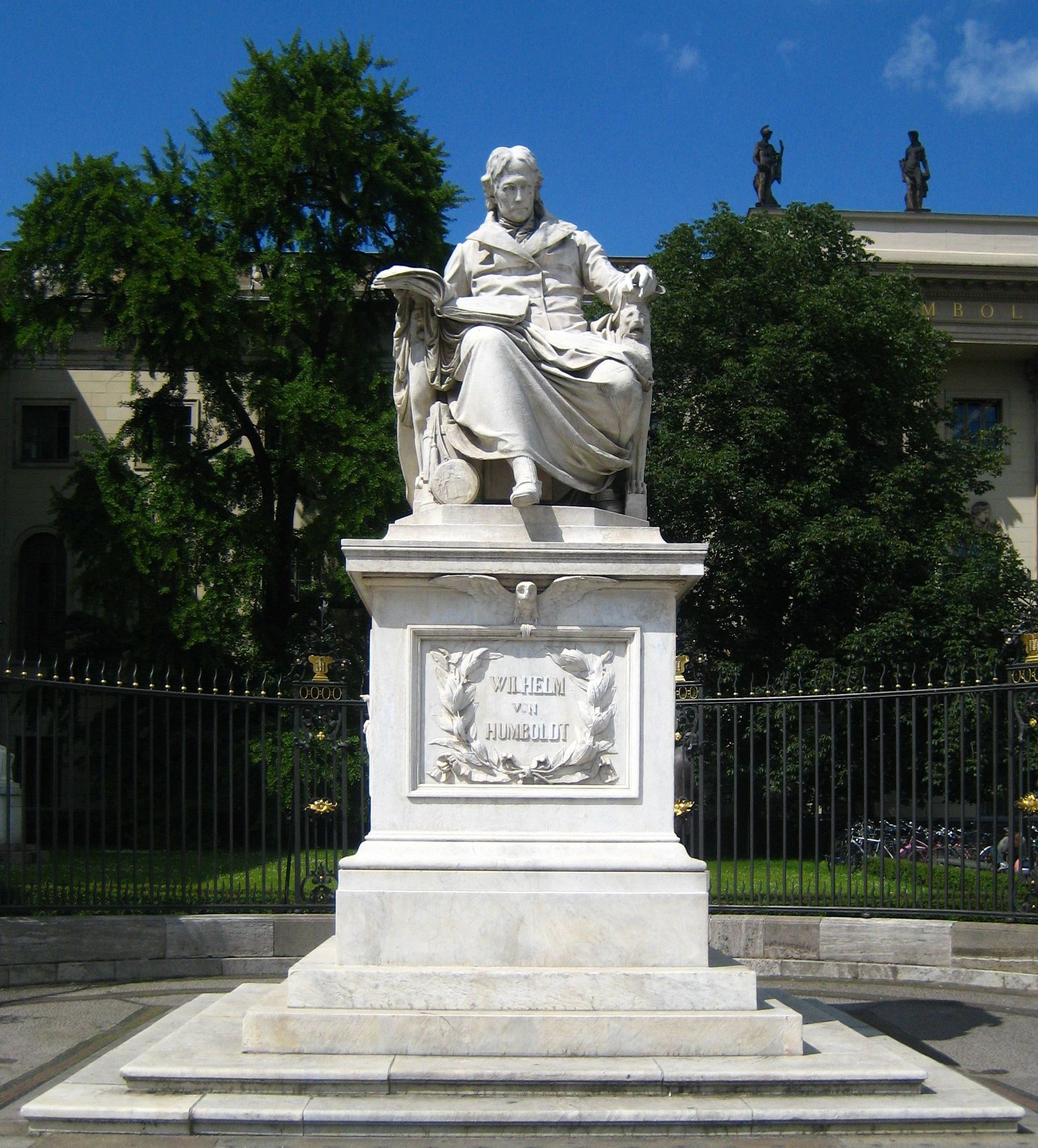
フンボルト大学の外にあるヴィルヘルム・フォン・フンボルトの像

ヴィルヘルム・フォン・フンボルトの影響下で1810年に設立され、第二次世界大戦後にベルリン・フンボルト大学と改称されたベルリン大学は、伝統的に19世紀の模範機関とみなされている
。実際は、ドイツの制度は、1810年以前と以後の両方の革新から生まれたものである。フンボルトが任命した学者には、フリードリヒ・シュライアマハー、フリードリヒ・カール・フォン・サヴィニー、ヨハン・ゴットリープ・フィヒテ、バルトホルト・ゲオルク・ニーブールなどがいる。「Niemals wieder hatte ein deutscher Unterrichtsminister eine stolzere Berufungsliste vorzuweisen（ドイツの教育大臣がこのような誇らしい任命リストを見せることは二度となかった）」。
ベルリン大学の特徴としては、教育と研究の一体化、哲学科における高等教育の追求、学生の学習の自由（Lernfreiheit、フランス方式の規範的カリキュラムとの対比）、国家が資金提供しているにもかかわらず大学の法人自治などが挙げられる。フンボルト以外にも、プロイセンの改革派にはフィヒテやシュライアマハーなどの哲学者がおり、ベルリン大学は国家的な文化復興の中心となっていた。フンボルトは、カント、ヘーゲル、フィヒテなど他のドイツの哲学者の教育概念を承知していた。シュライアマハーはベルリン大学に重要な影響を与えた。

## 影響
これらの諸原理、特に研究を基盤とした大学の構想は、ドイツ国内と国外の両方において急速に影響を及ぼした。フンボルトの大学構想は、中央、東、北ヨーロッパの至るところでの高等教育に大きな影響を与えた。フンボルトの大学構想は、革命後のフランスの「グランゼコール」構想と競合していた。フランスの制度はドイツの大学のような自由さを欠き、その代わりにカリキュラム、学位授与、意見の調和、個人の習慣に対して厳しい規律と統制を課し、例えば1852年には髭の禁止を制定した。フンボルトモデルの大学では、学生が手に負えない問題に取り組む能力を身につけ、大きな科学的躍進をもたらし、経済的にも重要な効果をもたらした。

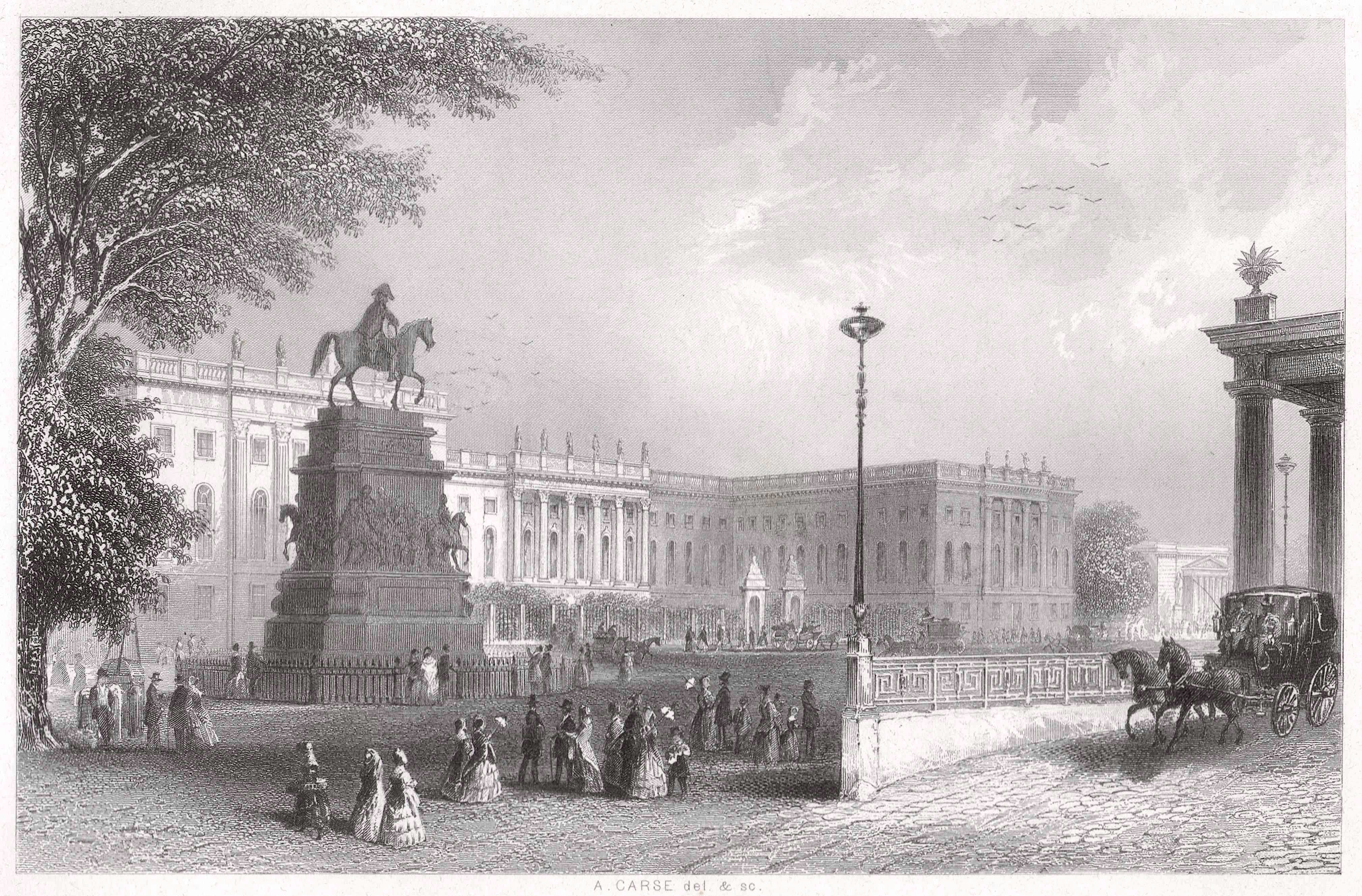
ベルリン大学（現在のベルリン・フンボルト大学）1850年頃

ジョンズ・ホプキンズ大学を皮切りにアメリカの大学は、ドイツの教育・科学の理念をいち早く取り入れ、20世紀にはその価値が世界的に認められるようになった。

### 20世紀および21世紀

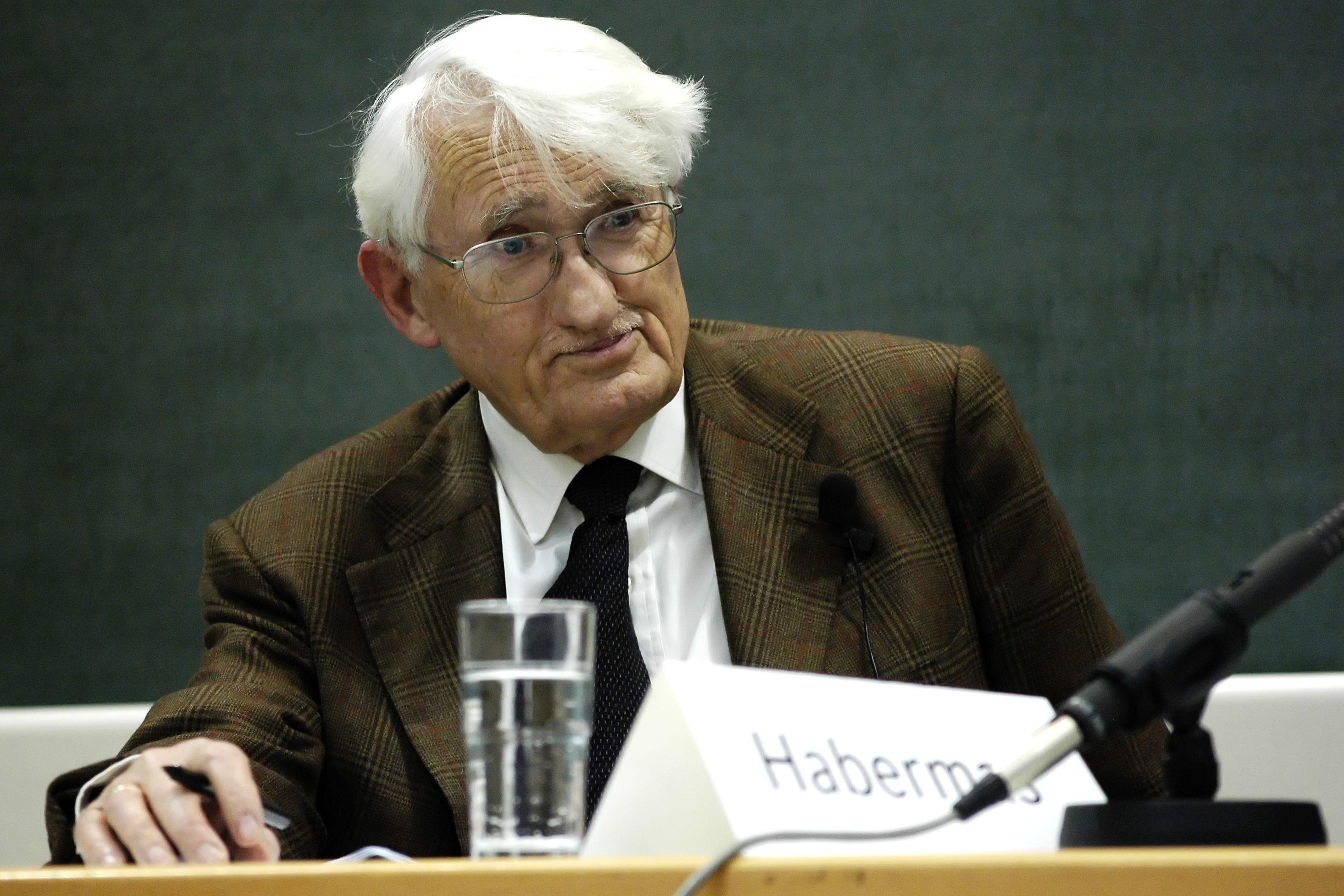
ユルゲン・ハーバーマス。フンボルトの教育理念を推進してきた。

1960年代に入ると、フンボルトの大学モデルが再び注目を集め、国際的に議論されるようになった。ドイツの社会学者・哲学者であるユルゲン・ハーバーマスは、フンボルトの諸理念を積極的に推進した。
1970年代、バイオテクノロジーにおける画期的な発見や、米国のバイ・ドール法のような市場志向型の特許法の制定により、革新を迅速に市場に投入することを目的とした大学と産業界の研究パートナーシップの構築が可能になった（スタンフォード・リサーチ・パークに代表されるように、このようなパートナーシップは米国では戦後期にさかのぼる）。同様の動きは、経済協力開発機構（OECD）の提案に基づいて、すべての先進国で行われている。アメリカで最初に登場した経済エンジンとしての「市場大学」という革新は、フンボルトの諸原理からは乖離している。StåhleとHautamäkiは2012年の研究で、彼らが「矛盾した科学政策」と呼ぶものの長期的な持続可能性に疑問を呈し、「革新よりも文明」を目指すのではなく、教育機関の学問の自由と自治、文明と教育の両方の基礎としての知識の追求（ドイツ語のBildung）、教育と研究の一体化といったフンボルトの基本諸原理を復活させるような、新フンボルト主義的な大学への取り組みに戻ることを主張した。
フンボルト主義的アプローチの意味合いや、高等教育における市場主導型アプローチと理想主義的アプローチの対立は、20世紀後半から21世紀初頭にかけて、皮肉な結果をもたらした。米国のエリート私立大学は高い授業料を徴収しているが、大学も学生も、政府の支援だけでなく、慈善団体からの寄付金の恩恵も受けている。このような資金源の組み合わせにより、国費でほとんどの授業料が無料であるドイツの大学の予算をはるかに上回るぜいたくな資金が提供されている。

#### 現在の論争
フンボルトの時代には、大学は主に国による組織的な学術研究を行っていたが、現在、ドイツの第3期の教育では、新しい形態の高等教育があり、いずれも科学的使命を持って研究を行っている。しかし、フンボルトは今でもドイツで議論されている。ドイツの教育に関する現在の問題と政策決定は、KAIM（Konzertierte Aktion Internationales Marketing für den Bildungs- und Forschungsstandort Deutschland）と呼ばれる共同イニシアチブによって取り組まれている。KAIMは、州政府、連邦政府、大学、労働組合、業界団体などのパートナーの取り組みを調整している（KAIMというグループ名は、1960年代末の「Konzertierte Aktion」など、以前の協力的な取り組みに由来している。）。KAIMは、アメリカの大学が授業料やその他の財政的貢献から年間100億ドルを受け取っていると推定しており、これはアメリカにとって重要な収入源であると考えている。彼らは、国際的な教育・研究市場を掌握するために、世界貿易機関を通じてアメリカの大学モデルを売り込もうとするアメリカの試みに備えるようドイツに警告している。フンボルト構想とその印象は、ドイツの議論の中で異なる、時には対立する政党によって利用されている。
ドイツでは、国費で運営されている大学において、研究と教育の両面で最先端の成果が得られていないと考えられていることから、2005-06年に「ドイツ大学エクツェレンツ・イニティアティーヴェ」が開始された。この構想は、主に連邦政府レベルで推進され、資金提供されている。アメリカでは、大規模な民間の助成金や財団が科学に貢献するという伝統があるが、21世紀に入ってからは、例えばフライベルク鉱山技術大学のように、それが反映されている。フライベルク鉱山技術大学は、世界で最も古い鉱山学校の一つで、ドイツ再統一後に閉鎖を免れた。2007年には、Dr.-Erich-Krüger-Stiftung（Dr.エーリヒ・クリューガー財団）から、ドイツの国立大学としては最大規模となる3桁百万ユーロの民間助成金を受けた。この財団を設立したミュンヘン在住の不動産・食品小売業の企業家であるペーター・クリューガーは、フライベルクに生まれ、1946年に同地で見習いを始めたが、ブルジョワ的な経歴を理由に東ドイツの共産主義者に追いやられた。2007年には、鉱業技術大学の名誉上院議員に就任している。
ボローニャ・プロセスのような現在の多くの改革は、フンボルトの理念から離れ、経済的利益を伴う職業的研究の拡大に向かっていると批判されている。さらに、ボローニャ・プロセスによって教育の自由が制限されているとの批判もある。

## 推薦文献
- Baumgart, Franzjörg: Zwischen Reform und Reaktion. Preußische Schulpolitik 1806–1859, Darmstadt: Wissenschaftliche Buchgesellschaft 1990
- van Bommel, Bas Between "Bildung" and "Wissenschaft": The 19th-Century German Ideal of Scientific Education, EGO - European History Online, Mainz: Institute of European History, 2015, retrieved: March 8, 2021 (pdf).
- Humboldt und die Universität heute: Symposium des Bundesministeriums für Bildung und Wissenschaft am 17. April 1985 im Wissenschaftszentrum Bonn / Bundesministerium für Bildung und Wissenschaft, Bonn
- Dietrich Benner, Wilhelm von Humboldts Bildungstheorie,  Weinheim: Juventa, 2003
- Ulrike Büchner: Arbeit und Individualisierung: zum Wandel des Verhältnisses von Arbeit, Erziehung und Persönlichkeitsentfaltung in Deutschland, Weinheim / Basel: Beltz, 1982
- Helmholtz, Hermann von, Über die Akademische Freiheit der deutschen Universitäten, Rede beim Antritt des Rektorats an der Friedrich-Wilhelms-Universität zu Berlin am 15. Oktober 1877 gehalten, Berlin, Hirschwald, 1878, Repr. Universitätsbibliothek der Humboldt-Universität zu Berlin 2005
- Humboldt, Wilhelm von: Bildung und Sprache, Paderborn: Schöningh, 5th ed. 1997
- Humboldt, Wilhelm von: Schriften zur Politik und zum Bildungswesen, Darmstadt: Wissenschaftliche Buchgesellschaft, 6th ed. 2002
- Humboldt, Wilhelm von: Ideen zu einem Versuch, die Grenzen der Wirksamkeit des Staats zu bestimmen, Stuttgart: Reclam, 1986, ISBN 978-3-15-001991-7
- Knoll, Joachim H. and Siebert, Horst: Wilhelm von Humboldt. Politik und Bildung, Heidelberg: Quelle u. Meyer, 1969
- Menze, Clemens: Die Bildungsreform Wilhelm von Humboldts, Hannover: Schroedel 1975
- Richter, Wilhelm: Der Wandel des Bildungsgedankens. Die Brüder von Humboldt, das Zeitalter der Bildung und die Gegenwart. (Historische und Pädagogische Studien 2), Berlin: Colloquium-Verlag, 1971
- Schultheis, Franz (Hrsg.) ; Cousin, Paul Frantz (Hrsg.) ; Roca i Escoda, Marta (Hrsg.): Humboldts Albtraum - Der Bologna-Prozess und seine Folgen. Konstanz : UVK, 2008.- ISBN 978-3-86764-129-6.
- Tschong, Youngkun, Charakter und Bildung: zur Grundlegung von Wilhelm von Humboldts bildungstheoretischem Denken, Würzburg: Königshausen & Neumann, 1991
- Wagner, Hans-Josef, Die Aktualität der strukturalen Bildungstheorie Humboldts, Weinheim: Dt. Studien-Verl., 1995
- Integration der handwerklich-militärischen Chirurgenausbildung in die akademische Medizinerausbildung unter Johann Goercke.